# Pohřebiště dánských panovníků

Znak Dánského království

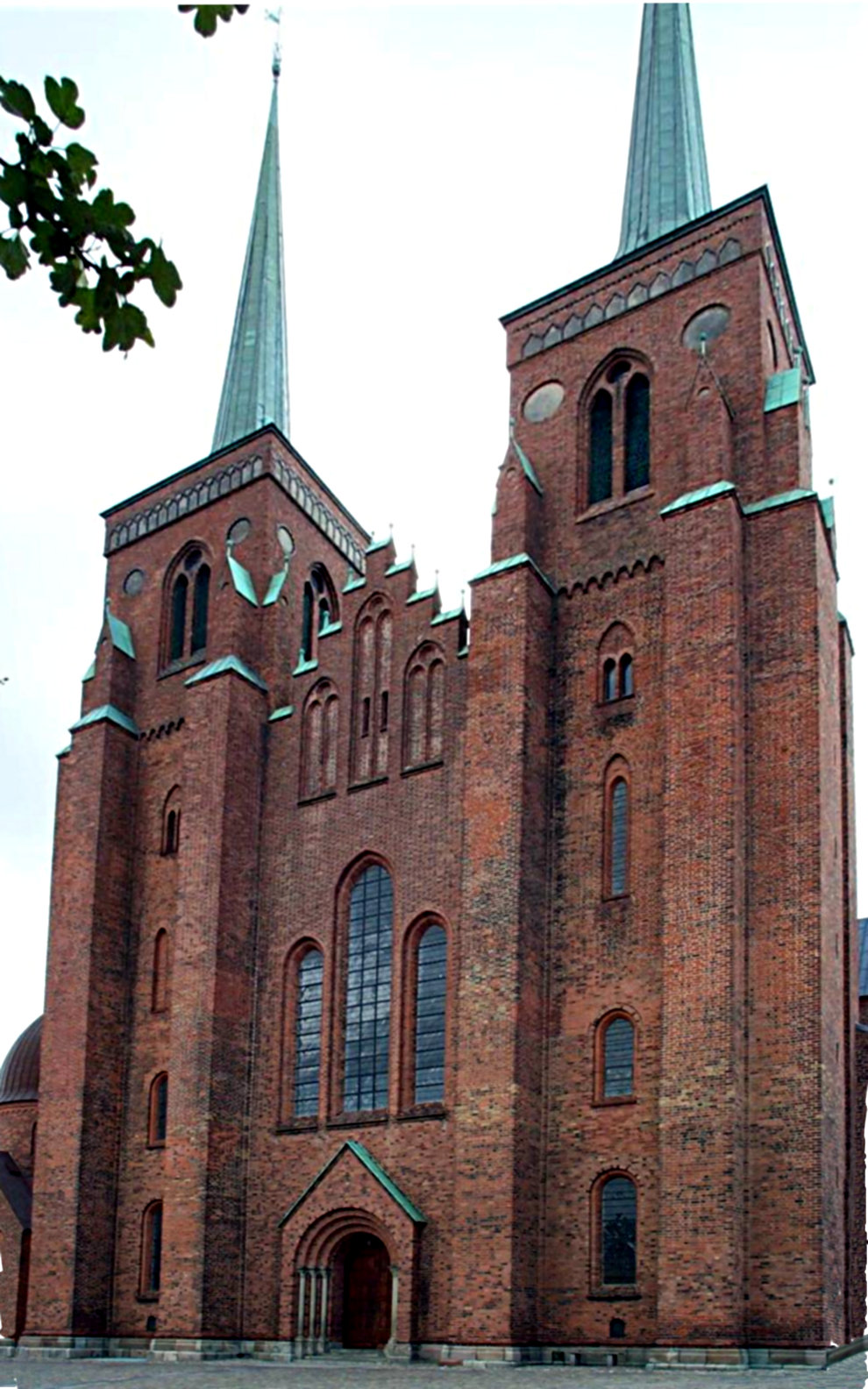
Katedrála v Roskilde, pohřebiště většiny dánských panovníků

Dánské království je nejstarším královstvím Evropy (existuje od 7. století). Tento seznam pohřebišť dánských králů začíná Valdemarem Velikým. Do roku 1341 byl nejvýznamnějším pohřebištěm klášterní kostel v Ringstedu. Od 15. století byli příslušníci královské rodiny pohřbíváni v katedrále v Roskilde.
| Jméno                                        | Doba života | Místo pohřbení                                                                       |
| -------------------------------------------- | ----------- | ------------------------------------------------------------------------------------ |
| Valdemar I. Veliký                           | 1131–1182   | Klášterní kostel v Ringstedu                                                         |
| Knut VI.                                     | 1162–1202   | Klášterní kostel v Ringstedu                                                         |
| Dagmar Česká (Markéta Přemyslovna)           | 1186–1212   | Klášterní kostel v Ringstedu                                                         |
| Rikissa Dánská, královna švédská             | 1174–1220   | Klášterní kostel v Ringstedu                                                         |
| Berengarie Portugalská                       | 1194–1221   | Klášterní kostel v Ringstedu                                                         |
| Valdemar II. Vítězný                         | 1170–1241   | Klášterní kostel v Ringstedu                                                         |
| Erik IV.                                     | 1216–1250   | Klášterní kostel v Ringstedu                                                         |
| král Abel Dánský                             | 1218–1252   | Katedrála svatého Petra ve Šlesviku, později exhumován                               |
| Kryštof I.                                   | 1219–1259   | Katedrála v Ribe                                                                     |
| Erik V.                                      | 1249–1286   | Katedrála ve Viborgu                                                                 |
| Anežka Braniborská                           | 1257–1304   | Klášterní kostel v Ringstedu                                                         |
| Erik VI.                                     | 1274–1319   | Klášterní kostel v Ringstedu                                                         |
| Kryštof II.                                  | 1276–1332   | Klášterní kostel v Sorø                                                              |
| Markéta Eriksdatter Dánská, královna švédská | 1277–1341   | Klášterní kostel v Ringstedu                                                         |
| Valdemar IV.                                 | 1340–1375   | Klášterní kostel v Sorø                                                              |
| Olaf II.                                     | 1376–1387   | Klášterní kostel v Sorø                                                              |
| královna Markéta I.                          | 1353–1412   | Původně v klášterním kostele v Sorø, poté v roskildské katedrále                     |
| Haakon VI. Magnusson                         | 1341–1380   | Mariánský kostel v Oslo                                                              |
| Erik VII.                                    | 1382–1459   | Mariánský kostel v Darłowě, Polsko                                                   |
| Filipa Anglická                              | 1394–1430   | Klášterní kostel ve Vadsteně u Lidköpingu, Švédsko                                   |
| Kryštof III.                                 | 1416–1458   | Katedrála v Roskilde                                                                 |
| Kristián I.                                  | 1426–1481   | Katedrála v Roskilde                                                                 |
| Dorotea Braniborská                          | 1430–1495   | Katedrála v Roskilde                                                                 |
| Jan I.                                       | 1455–1513   | Původně v Gråbrødrekirche, poté v katedrále svatého Knuta v Odense                   |
| Kristýna Saská                               | 1461–1521   | Původně v Gråbrødrekirche, poté v katedrále svatého Knuta v Odense                   |
| Kristián II.                                 | 1481–1552   | Původně v Gråbrødrekirche, od roku 1805 v katedrále svatého Knuta v Odense           |
| Isabela Habsburská                           | 1501–1525   | Původně v kostele sv. Petra v Gentu, od roku 1883 v katedrále svatého Knuta v Odense |
| Frederik I.                                  | 1471–1533   | Katedrála svatého Petra ve Šlesviku                                                  |
| Anna Braniborská                             | 1487–1514   | Klášterní kostel v Bordesholmu                                                       |
| Žofie Pomořanská                             | 1498–1568   | Katedrála svatého Petra ve Šlesviku                                                  |
| Kristián III.                                | 1503–1559   | Katedrála v Roskilde                                                                 |
| Dorotea Sasko-Lauenburská                    | 1511–1571   | Katedrála v Roskilde                                                                 |
| Frederik II.                                 | 1534–1588   | Katedrála v Roskilde                                                                 |
| Žofie Meklenburská                           | 1557–1631   | Katedrála v Roskilde                                                                 |
| Kristián IV.                                 | 1577–1648   | Katedrála v Roskilde                                                                 |
| Anna Kateřina Braniborská                    | 1575–1612   | Katedrála v Roskilde                                                                 |
| Kirsten Munková                              | 1598–1658   | katedrále svatého Knuta v Odense                                                     |
| Frederik III.                                | 1609–1670   | Katedrála v Roskilde                                                                 |
| Žofie Amálie Brunšvicko-Lüneburská           | 1628–1658   | Katedrála v Roskilde                                                                 |
| Kristián V.                                  | 1646–1699   | Katedrála v Roskilde                                                                 |
| Šarlota Amálie Hesensko-Kasselská            | 1650–1714   | Katedrála v Roskilde                                                                 |
| Frederik IV.                                 | 1671–1730   | Katedrála v Roskilde                                                                 |
| Luisa Meklenburská                           | 1667–1721   | Katedrála v Roskilde                                                                 |
| Anna Žofie Reventlovská                      | 1693–1743   | Katedrála v Roskilde                                                                 |
| Kristián VI.                                 | 1699–1746   | Katedrála v Roskilde                                                                 |
| Žofie Magdalena Braniborská                  | 1700–1770   | Katedrála v Roskilde                                                                 |
| Frederik V.                                  | 1723–1766   | Katedrála v Roskilde                                                                 |
| Luisa Hannoverská                            | 1724–1751   | Katedrála v Roskilde                                                                 |
| Kristián VII.                                | 1749–1808   | Katedrála v Roskilde                                                                 |
| Karolína Matylda Hannoverská                 | 1751–1775   | V městském kostele svatého Mariana v Celle                                           |
| Frederik VI.                                 | 1768–1839   | Katedrála v Roskilde                                                                 |
| Marie Hesensko-Kasselská                     | 1767–1852   | Katedrála v Roskilde                                                                 |
| Kristián VIII.                               | 1786–1848   | Katedrála v Roskilde                                                                 |
| Šarlota Meklenburská                         | 1784–1840   | Campo Santo Teutonico ve Vatikánu                                                    |
| Karolína Amálie Augustenburská               | 1796–1881   | Katedrála v Roskilde                                                                 |
| Frederik VII.                                | 1808–1863   | Katedrála v Roskilde                                                                 |
| Vilemína Dánská                              | 1808–1891   | Mauzoleum na hřbitově v Glücksburgu                                                  |
| Karolina Mariana Meklenbursko-Střelická      | 1821–1876   | Stará hrobka v Janitském kostele v Mirowě                                            |
| Luisa Rasmussenová, hraběnka Danner          | 1815–1874   | Park zámku Jægerspris u Frederikssundu                                               |
| král Kristián IX.                            | 1818–1906   | Katedrála v Roskilde                                                                 |
| Luisa Hesensko-Kasselská                     | 1817–1898   | Katedrála v Roskilde                                                                 |
| Frederik VIII.                               | 1843–1912   | Katedrála v Roskilde                                                                 |
| Luisa Švédská                                | 1851–1926   | Katedrála v Roskilde                                                                 |
| král Kristián X.                             | 1870–1947   | Katedrála v Roskilde                                                                 |
| Alexandrina Meklenbursko-Zvěřínská           | 1879–1952   | Katedrála v Roskilde                                                                 |
| Frederik IX.                                 | 1899–1972   | Katedrála v Roskilde                                                                 |
| Ingrid Švédská                               | 1910–2000   | Katedrála v Roskilde                                                                 |